# ヴィクトル・テボー
ヴィクトル・ミカエル・ジャン＝マリ・テボー（仏: Victor Michael Jean-Marie Thébault、1882年3月6日 – 1960年3月19日
）は、フランスの数学者。幾何学の功績で知られ、テボーの定理と呼ばれる3つの定理を提唱した（特に3番目のものがよく知られる）。
1882年3月6日、Ambrières-les-Grand（現在のマイエンヌ県、アンブリエール＝レ＝ヴァレー）に生まれた。1898年から1901年までの間、ラヴァルの師範学校で学び、その後の3年間はプレ＝アン＝パーユで教職を勤め、その後エルネの技術学校の教授職に就いた。 1909年、師範学校の科学教授の免許試験を受け主席で合格した。しかしテボーは彼の大家族を賄うことのできる給料を支給できる教授職を見つける事ができなかったため、教職を去り、1910年から1923年まで、エルネの工場長として働いた。1924年、ル・マンで保険調査長になり、1940年引退するまで地位を保った。1960年テニー在住時に重度の脳卒中を患ったすぐ後に、妻と5人の子どもを残して没した。
教職から身を引いたあとも、テボーは活発に数学の研究を続けた。特に数論と幾何学の分野に貢献した。世界中の数学誌に数多の記事を寄稿し、また雑誌の問題欄に多くの独自の問題と解法を載せた。その問題数は1000に上るとされている。中でもThe American Mathematical Monthlyへの独自の問題と解法の投稿は600以上存在する。彼の功績を称えて、フランス政府は彼に2つの称号を与えた。他に、1932年に Officier de L'Instruction Publique 、1935年に Chevalier de l'Order de Couronne de Belgium が授与された。

## 主な出版物
- Les récréations mathématiques parmi les nombres curieux (1952), éd. Gauthier-Villars
- Parmi les belles figures de la géométrie dans l'espace, géométrie du tétraèdre
- Sur la géométrie du triangle
- Triangle et tétraèdre